# Fred Scarlett
Fred Scarlett, född den 29 april 1975 i Ashford i Storbritannien, är en brittisk roddare.
Han tog OS-guld i åtta med styrman i samband med de olympiska roddtävlingarna 2000 i Sydney.